# Sanofi
Sanofi (до літа 2011 року Sanofi-Aventis) — диверсифікована фармацевтична компанія. Є однією з провідних світових фармацевтичних корпорацій..
Sanofi-Aventis працює більше, ніж в ста країнах. Штаб-квартира компанії розташована в Парижі.

## Історія
Компанія утворена 20 серпня 2004 року шляхом злиття компанії Sanofi-Synthelabo і Aventis. З цього часу Sanofi-Synthelabo володіє 95,47 % акціонерного капіталу Aventis. Раніше в 2004 Sanofi-Synthélabo зробила ворожу пропозицію, запропонувавши € 47,8 млрд за Aventis. Спочатку, Aventis відкинула пропозицію, оскільки розуміла що вартість компанії оцінена нижче вартості акцій. Тримісячний опір скінчився, коли Sanofi-Synthélabo зробила дружню пропозицію € 54 500 млн. Втручання французького уряду також грало активну роль. Французький уряд чинив тиск на Sanofi-Synthélabo, сприяв підвищенню ціни за Aventis, після того як стало відомо, що компанія Novartis також має намір зробити пропозицію.
Sanofi-Synthélabo був утворений в 1999 році, коли Sanofi (колишнє відділення Total) об'єднався з Synthélabo (колишнє відділення L'Oréal). Об'єднана компанія базувалася в Парижі, Франція.
Aventis була утворена в 1999 році, коли Rhône-Poulenc SA об'єднався з Hoechst Marion Roussel. Об'єднана компанія базувалася в Schiltigheim, поблизу Страсбурга, Франції.
Сільськогосподарський підрозділ Rhône-Poulenc, відомий як Aventis CropScience, після злиття з Hoechst, було продано Bayer в 2002 році. В 1998 році хімічний підрозділ Rhône-Poulenc було виділено в незалежну компанію Rhodia.

## Власники та керівництво
Акціонери компанії станом на 30 червня 2009:
- 9,60 % акцій у Total,
- 8,99 % у L'Oreal,
- 1,37 % у службовців компанії,
- 0,76 % казначейські акції,
- Залишилися 79,28 % у вільному обігу.

До того як французький фармацевтичний виробник придбав свого більшого конкурента Aventis, компанії L'Oreal і Total були найбільшими акціонерами Sanofi-Synthelabo. Крім того, зараз цим фірмам належить в новій компанії 38,72 % акцій з правом голосу. До злиття Sanofi і Aventis, L'Oreal володіла 19,52 % часток у Sanofi-Synthelabo, а Total — 24,35 %.
З 1 грудня 2008 року по 28 жовтня 2014 головним виконавчим директором компанії був Крістофер Вієбахер.
З 28 жовтня 2014 по нинішній час виконуючим обов'язки глави компанії є Серж Вайнберг.
Станом на 2019 р. директор Санофі в Україні - Гієм Граньє.

## Структура
Компанія Sanofi є диверсифікованою. Її підрозділи функціонують більше, ніж в 100 країнах світу.
Дочірніми структурами Sanofi є наступні компанії:
- Sanofi Pasteur — виробництво вакцин;
- Genzyme — інноваційна біотехнологічна компанія;
- Chattem — виробництво безрецептурних препаратів;
- Merial — виробництво ветеринарних препаратів;
- Zentiva — виробництво дженериків.

Також компанія Sanofi є засновником кількох фондів:
- Aventis Foundation[15] — Благодійна діяльність у сфері мистецтв, суспільного життя, науки
- Fondation Sanofi-Espoir[16] — Благодійна діяльність у сфері охорони здоров'я в країнах, що розвиваються
- Patient Assistance Foundation[17] — Благодійна програма для жителів США, які не мають фінансової можливості в придбанні лікарських препаратів

## Діяльність

### Напрямки роботи
Основними напрямками роботи компанії в даний час є:
- Ринки, що розвиваються;
- Діабет;
- Вакцини;
- Товари для здоров'я;
- Інноваційні продукти;
- Здоров'я тварин.

У 2007 році обсяг продажів Sanofi-aventis — € 28 млрд, з них € 25,3 млрд припало на фармацевтичний бізнес і € 2,8 млрд на вакцини .
У 2013 році оборот був — €32.95 млрд.
Кількість працівників — 112 128 чоловік.

### Лікарські препарати

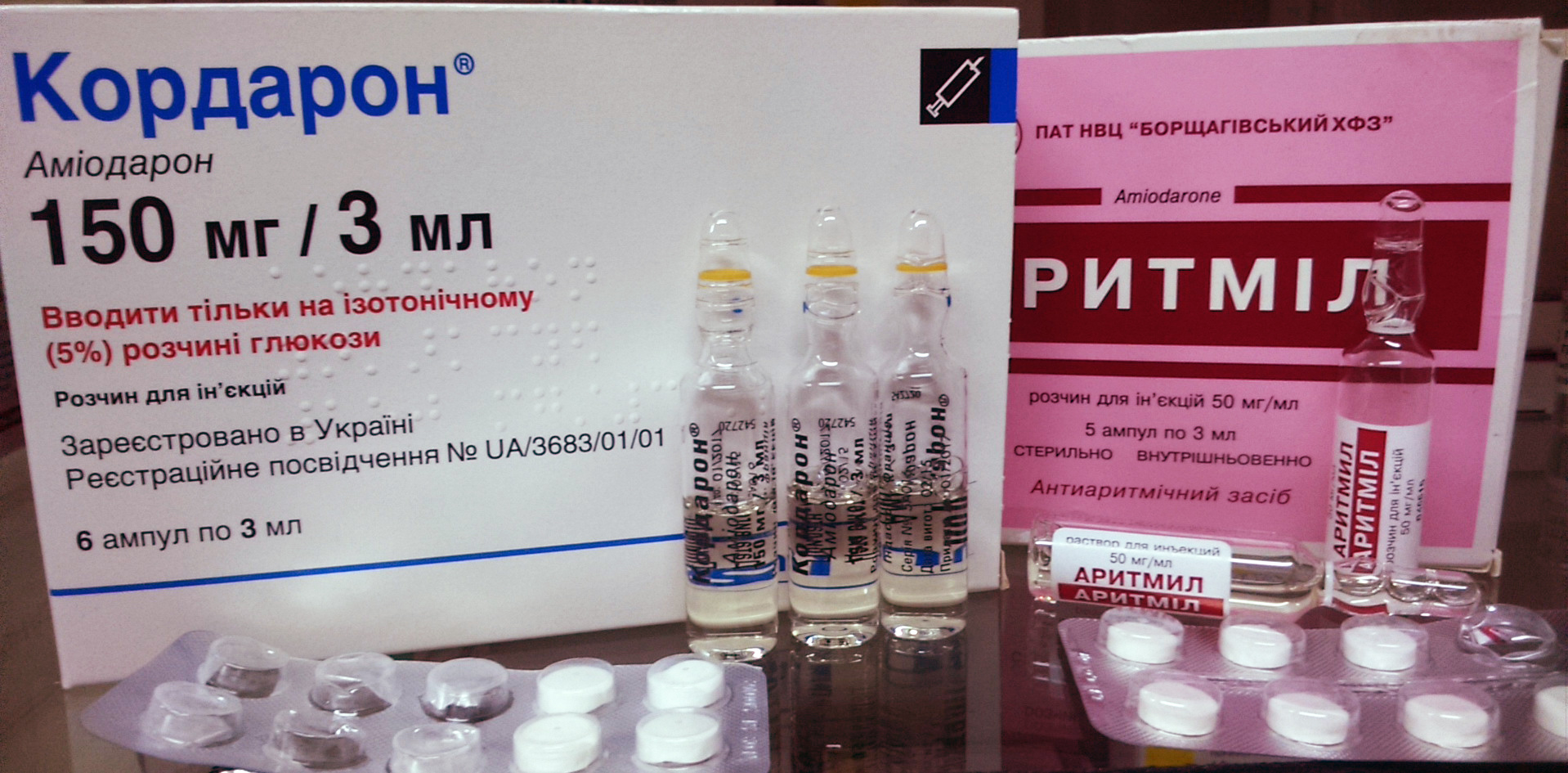
Ліворуч на фото форми випуску препарату Кордарон® виробництва Sanofi.

Одними з найбільш відомих препаратів Sanofi є Есенціале, Амарил (Глімепірид), Арава (Лефлуномід), Граноцит (Ленограстім), Дальфаз (Альфузозин), Клексан (Еноксапарин), Кордарон (Аміодарон), Локрен (Бетаксолол), Но-шпа (Дротаверин), Плавикс (Клопідогрель), Роваміцин (Спіраміцин), Соліан (Амісульприд), Софрадекс (фраміцетину сульфат, граміцидин, дексаметазон), Таванік (Левофлоксацин), Таксотер (Доцетаксел), Телфаст (Фексофенадин), Трентал (Пентоксифілін), Фестал (Панкреатин), Оксол (Оксаліплатин), Бронхікум (Рослинний склад), Депакін (Вальпроєва кислота), Інсуман (Людські інсуліни), когітум (ацетиламіноянтарна кислота), Апідра (інсулін глулизин), Ультракаїн Д-С(Артикаїн + Епінефрин), Маалокс (Алгелдрат + Магнію гідроксид), Лантус (інсулін гларгин), Апровель (Ірбесартан) / КоАпровель (Ірбесартан + Гідрохлоротіазид), Шприц-ручка ОптіПен Про1, Магне В6 (Магній-Піридоксин).

### Вакцини
Вакцинальний підрозділ компанії Sanofi-Pasteur поширює на ринку вакцини проти наступних інфекційних хвороб: холера, дифтерія, інфекція, яку спричинює Haemophilus influenzae тип b (ХІБ-інфекція), менінгококова інфекція, коклюш, пневмококова інфекція, правець, туберкульоз, черевний тиф, паратифи, гепатит А, Гепатит B, грип, японський енцефаліт, кір, епідемічний паротит, поліомієліт, сказ, краснуха, вітряна віспа, жовта гарячка.
У 2020 році компанія «Sanofi» сумісно з компанією «GlaxoSmithKline» розпочали розробку вакцину проти COVID-19.